# La Encantada (Panamá)
La Encantada es un corregimiento del distrito de Chagres en la provincia de Colón, República de Panamá. La localidad tiene 2.561 habitantes (2010).